# Wohnsiedlung Lochergut
Die Wohnsiedlung Lochergut ist ein Wohnhochhausquartier im Stadtkreis Aussersihl in Zürich, das im Besitz der Stadt ist. Sie trägt den Namen nach der Baufirma Locher & Cie, auf deren ehemaligen Werkhof die Siedlung steht.

## Lage
Die Überbauung wird durch die Seebahnstrasse im Osten, die Badenerstrasse im Süden und die Sihlfeldstrasse im Westen begrenzt. Im Norden liegt die Karl-Bürkli-Strasse. Bis auf letztere waren die Strassen bis 2009 sehr stark befahren. Die Seebahnstrasse und die Sihlfeldstrassen waren Teil der Westtangente, welche den gesamten Verkehr der Nord-Süd-Achse aufnehmen musste, bis die Westumfahrung eröffnet wurde. Danach wurde die Sihlfeldstrasse verkehrsberuhigt und an der Nordwest-Ecke der Überbauung der Anny-Klawa-Platz eingerichtet.

## Bauwerk
Der Seebahnstrasse entlang steht eine aus sechs Häusern zusammengesetzte Hochhausscheibe. Die Häuser haben eine unterschiedliche Anzahl Obergeschosse, sodass der Eindruck eines Gebirges entsteht, deren Gipfel das Haus C mit 21 Etagen bildet. Hochhaus A und D haben je 18 Etagen, Hochhaus B deren 20, E deren 15,  F deren 11 und G hat 7 Etagen. Zur Wohnsiedlung gehört auch das alleinstehende siebenstöckige Hochhaus H an der Erismannstrasse.
Das zweigeschossige Gebäude Karl-Bürkli-Strasse 9 ist ein Kindergarten, die dreistöckige Sihlfeldstrasse 88 ist ein Bürohaus, die daran angebaute Sihlfeldstrasse 86 ist ein Wohnhaus mit sechs Obergeschossen. Im Sockelgeschoss gegen die Badenerstrasse ist ein Coop untergebracht, davor befindet sich die Tramhaltestelle «Lochergut».
Unter der Siedlung befindet sich eine Tiefgarage für 297 Autos und Zivilschutzanlagen.

## Geschichte
Nachdem die Firma Locher & Cie. ihren Werkhof 1917 von Aussersihl nach Leimbach verlegt hatte, übernahm die Stadt das 17'000 m² grosse Gelände. 1959 schrieb sie einen Wettbewerb für die Wohnsiedlung aus, der von Karl Flatz  gewonnen wurde. Aufgrund von Kritik reduzierte der Stadtrat die Höhe der Überbauung von 28 auf 22 Stockwerke. 1963 wurde mit dem Bau begonnen. 1966 konnten die Wohnungen bezogen werden.